# Martinus Saeghmolen

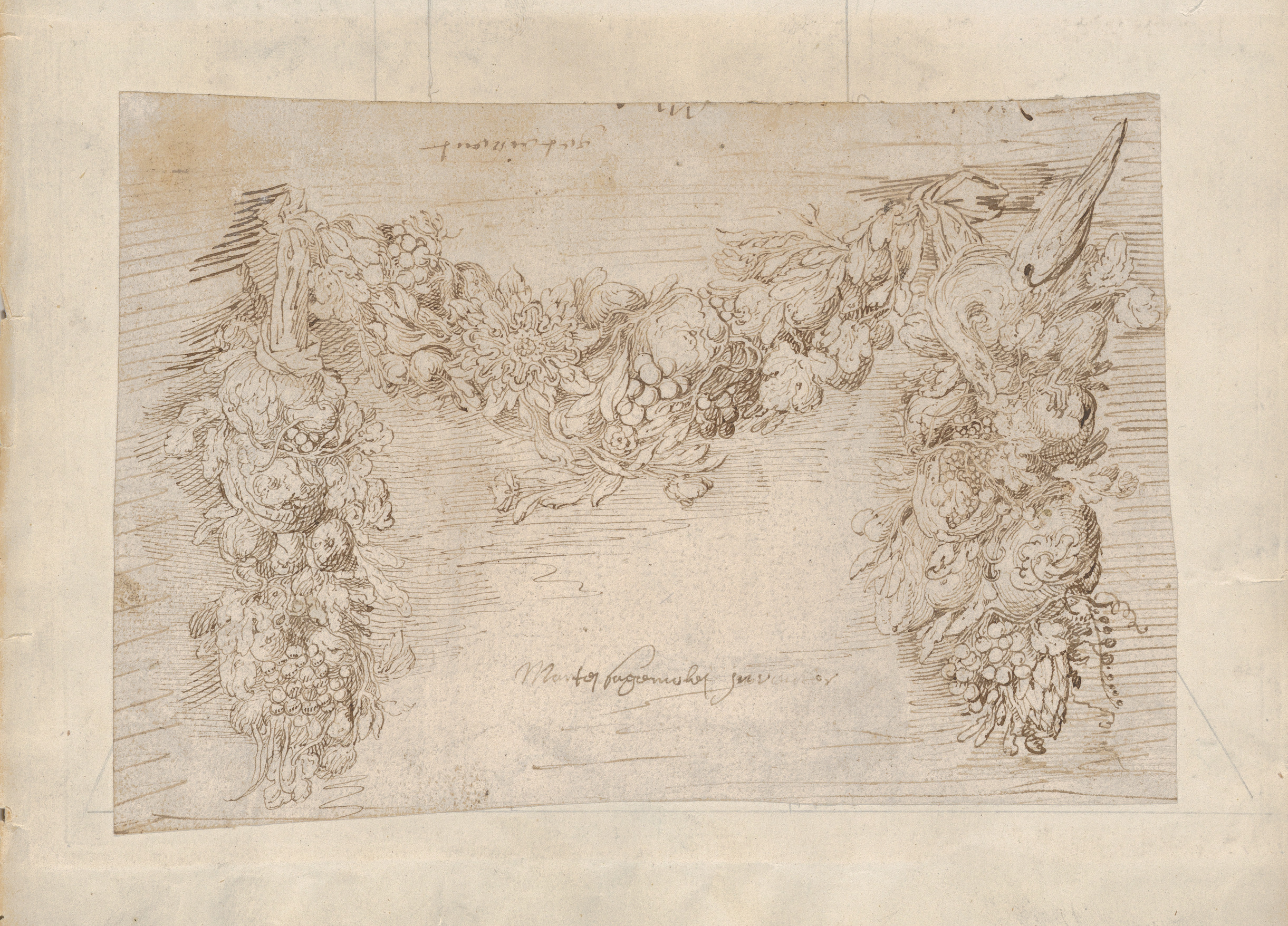
Studie van een guirlande van vruchten en groenten (ca. 1653)

Martinus Saeghmolen (Oldenburg, ca. 1620 – Amsterdam, begraven op 1 november 1669) was een tekenaar en schilder, gespecialiseerd in het decoratief schilderen van interieurs. Hij drukte ook grafische kunstwerken.
Hij was de zoon van Salomon Saeghmolen uit Oldenburg en trouwde twee keer. Zijn eerste huwelijk vond plaats op 15 augustus 1643 in Amsterdam met Grietie Juriaens, met wie hij twee dochters kreeg. Dit huwelijk duurde tot haar overlijden in 1661. Op 25 mei 1664 trouwde hij opnieuw, ditmaal met Giertje Claas Breker, eveneens in Amsterdam. In datzelfde jaar werd hij poorter van Amsterdam.
Saeghmolen werkte van 1640 tot 1642 in Leiden, daarna een korte tijd in Amsterdam (1643-1644), en keerde vervolgens terug naar Leiden (1644-1652). Na enkele kortere verblijven in zowel Amsterdam als Leiden, vestigde hij zich in 1654 definitief in Amsterdam, waar hij tot zijn dood in 1669 werkzaam bleef. Hij had verschillende leerlingen, waaronder Jan Luyken, Michiel van Musscher en Nicolaes Piemont.
Zijn naam wordt ook wel geschreven als Zaagmolen, Saeghmeulen, Zaegmolen, Sagemul, Saagmolen en Saegmolen.
- Bibliothèque nationale de France: cb177048909 (data)
- Biografisch Portaal: 53254961
- International Standard Name Identifier: 0000 0003 9969 0015
- Nederlandse Thesaurus van Auteursnamen: 099809540
- RKD-Nederlands Instituut voor Kunstgeschiedenis: 69233
- Système universitaire de documentation: 19543286X
- Union List of Artist Names: 500012549
- Virtual International Authority File: 295189311
- WorldCat: E39PBJd8cfjqfR9w4GVPvgjV4q